# 滋賀県道19号山東一色線
滋賀県道19号山東一色線（しがけんどう19ごう さんとういっしきせん）は、滋賀県米原市を通る県道（主要地方道）である。

## 概要
滋賀県米原市野一色東交点を起点に米原市一色交点に至る路線である。
北国街道から旧中山道附近とを結ぶ。

### 路線データ
- 起点：米原市間田（国道365号交点）
- 終点：米原市一色（国道21号交点）

## 歴史
- 1993年（平成5年）5月11日 - 建設省から、県道山東一色線が山東一色線として主要地方道に指定される[1]。

## 地理

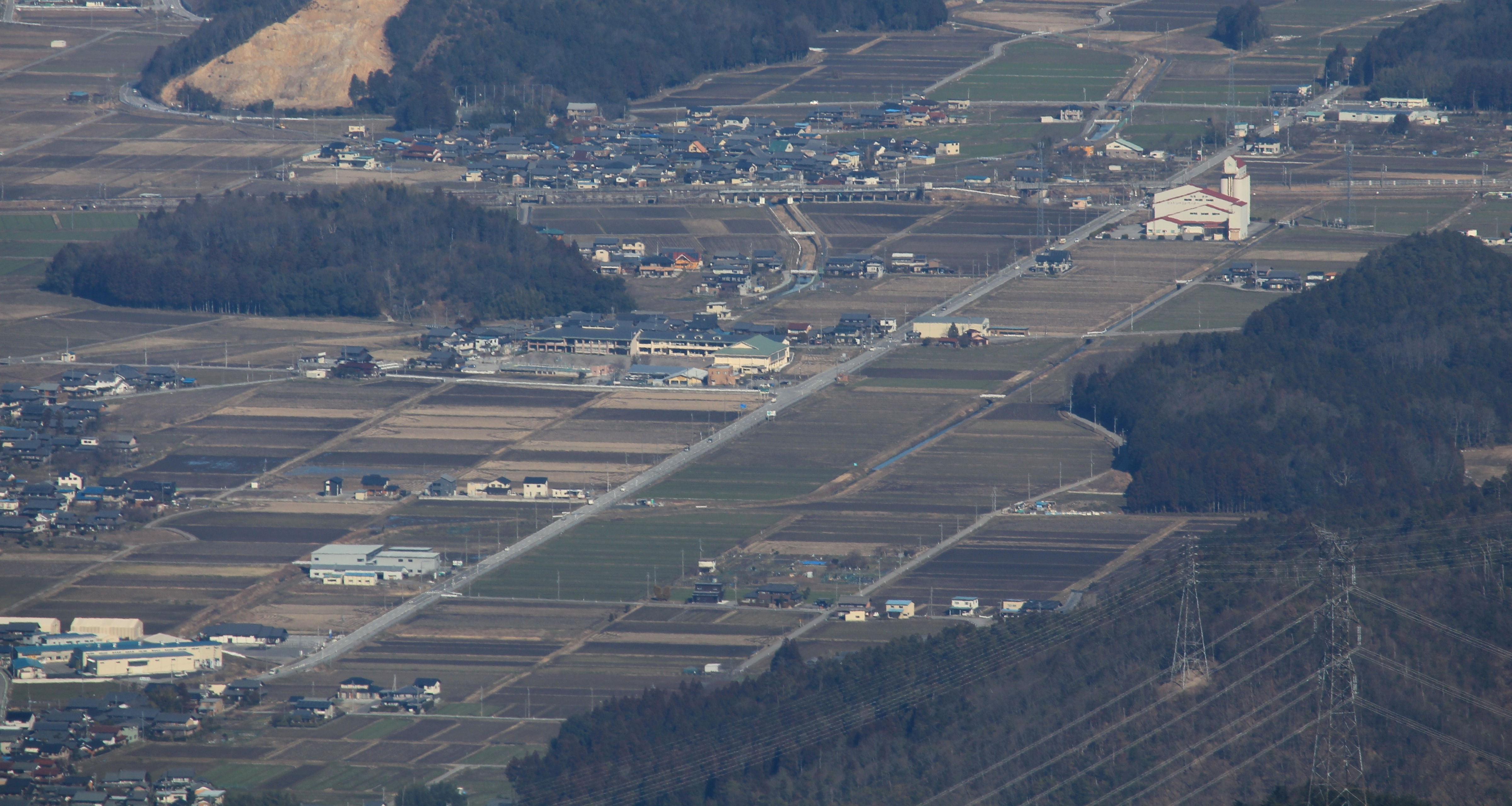
南側の霊仙山から望む滋賀県道19号山東一色線の沿線、中央付近の西側沿線に米原市立山東西小学校、その下部に西側から接続する滋賀県道246号大鹿寺倉線、上部に交差する東海道新幹線と滋賀県道244号大野木志賀谷長浜線

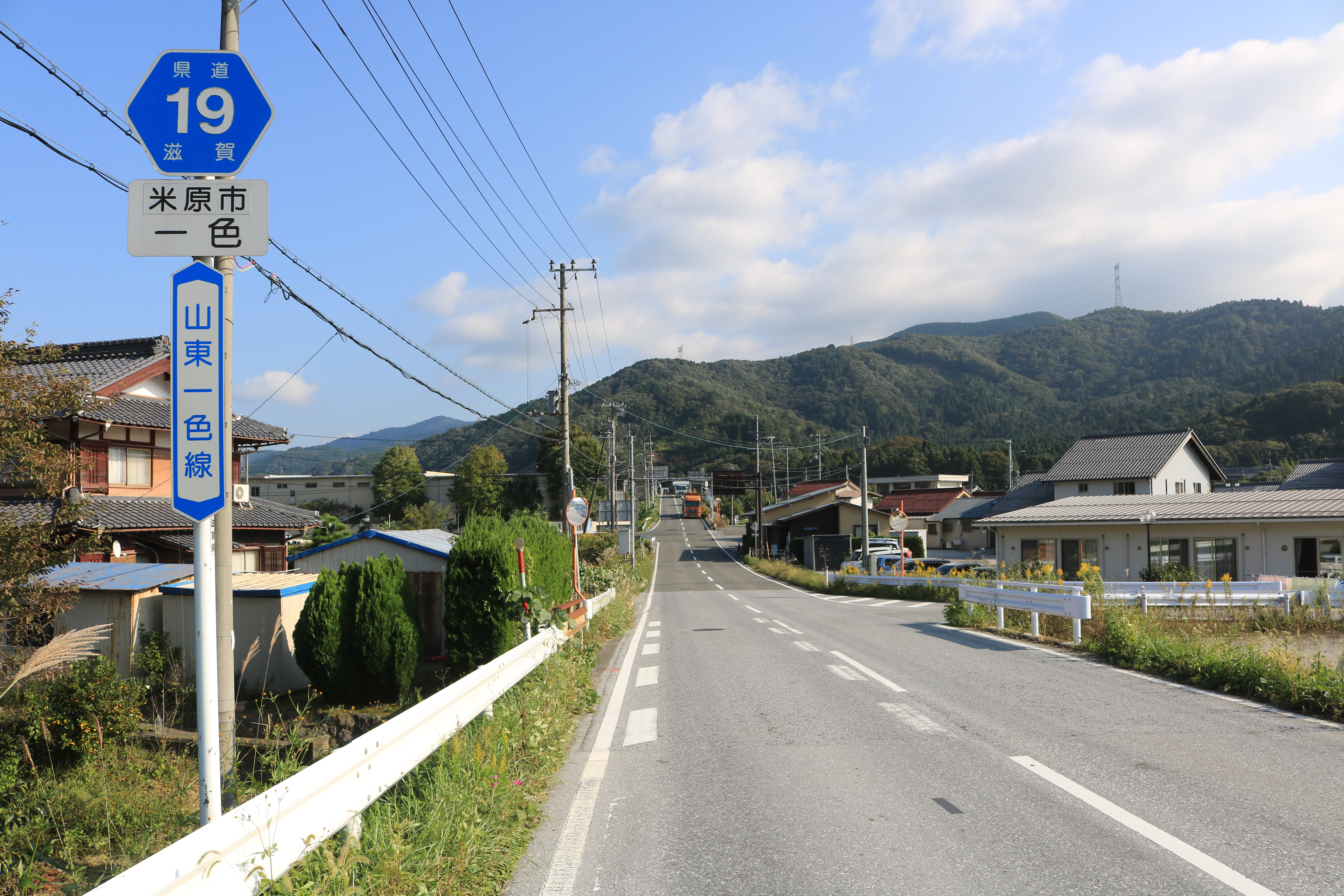
滋賀県道19号山東一色線、終点付近の米原市一色にて

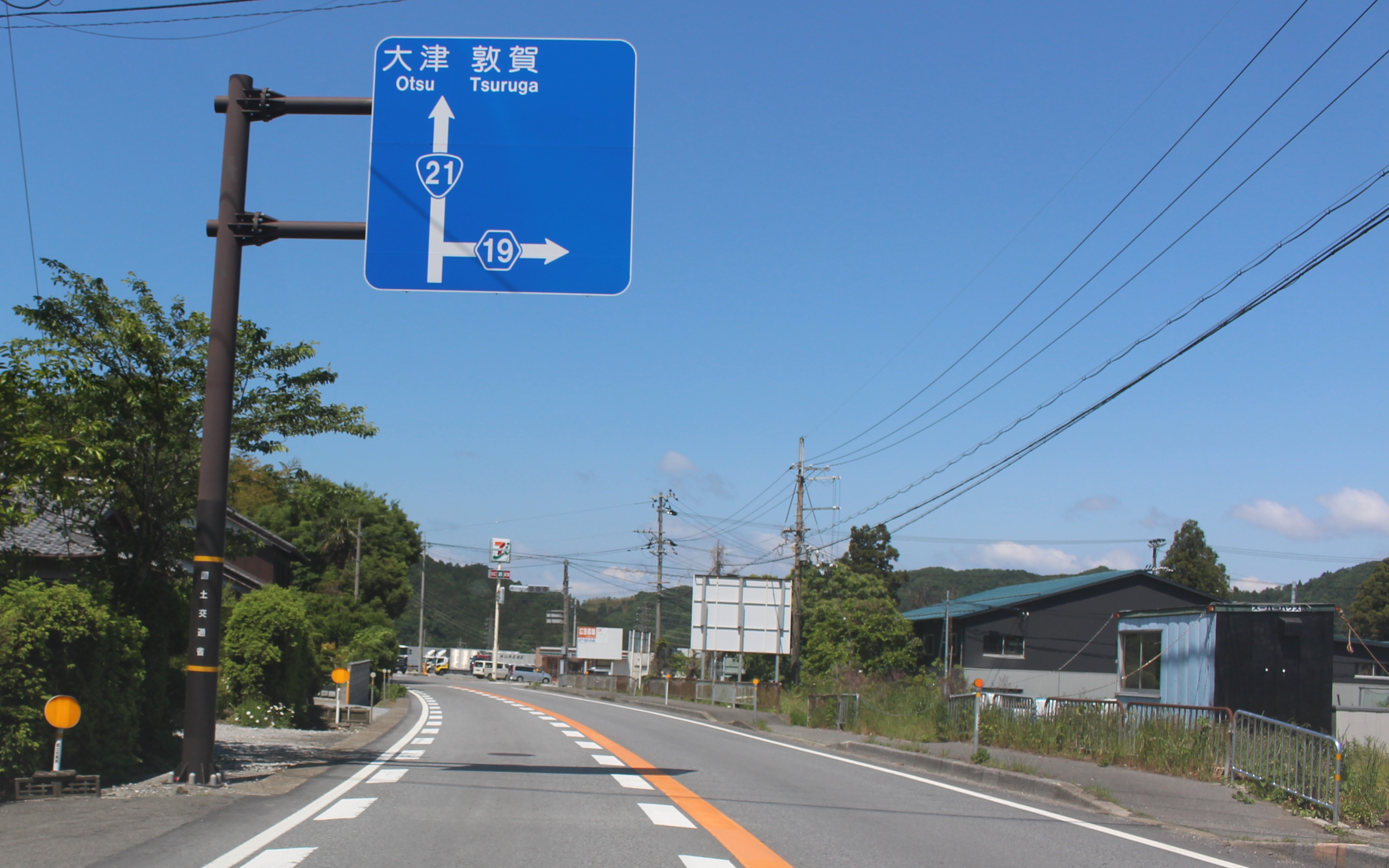
終点となる国道21号への接続部の一色交差点

### 通過する自治体
- 米原市

### 交差する道路
- 国道365号・滋賀県道40号山東本巣線（米原市間田・野一色交叉点、起点）
- 滋賀県道509号間田長浜線（米原市市場・市場交叉点）
- 滋賀県道244号大野木志賀谷長浜線（米原市志賀谷・北方北交叉点）
- 滋賀県道246号大鹿寺倉線（米原市大鹿）
- 滋賀県道248号天満一色線（米原市一色）
- 国道21号（米原市一色・一色交叉点、終点）

### 沿線にある施設など
- 神崎高級工機製作所
- 米原市立大原小学校
- 滋賀県立伊吹高等学校
- 滋賀県立きゃんせの森
- 松の木古墳
- 米原市立山東西小学校、西幼稚園